# Спортакадемклуб (футбольный клуб)
«Спортакадемклуб» — российский футбольный клуб из Москвы. Основан в 1992 году.

## История
Футбольный клуб основан в 1992 году. В том году в подмосковном городе Сергиев Посад при местном машиностроительном заводе была организована футбольная команда «Машиностроитель».
В 1992 году «Машиностроитель» принял участие в турнире коллективов физкультуры (КФК) и занял 8-е место в группе «Центр-А». На следующий год «Машиностроитель» стал победителем в группе «Центр-В», занял 2-е место в финальном турнире КФК и завоевал право стать участником первенства России.
Дебют «Машиностроителя» состоялся в 1994 году. Команда заняла неплохое для новичка 13-е место среди 24 участников 3-й зоны третьей лиги. В 1995-96 годах «Машиностроитель» также был в середине турнирных таблиц — 14-е и 9-е места.
В конце 1996 года машиностроительному заводу стало непросто содержать футбольную команду. К тому же сменилось и руководство города, которое перестало поддерживать спорт в Сергиевом Посаде. Заинтересованность проявили руководители Российской государственной академии физической культуры, чьи воспитанники составляли костяк «Машиностроителя». Став правопреемником «Машиностроителя», команда обрела новое название — «Спортакадемклуб» и стала представлять Москву.
В 1997 году «Спортакадемклуб» занял 9-е место в третьей лиге. После очередной реорганизации футбольного хозяйства, с 1998 года «Спортакадемклуб» выступал во втором дивизионе российского футбола. Лучшим результатом стало 4-е место в 1999 году.
Долгое время команда не ставила высоких задач и в основном обкатывала молодых перспективных футболистов, передавая лучших из них в более состоятельные клубы.
Но в сезоне 2007 года «Спортакадемклуб» сотворил настоящую сенсацию. В первом круге команда была в тени, закончив его на третьем месте в зоне «Запад» и отставая от лидера — костромского «Спартака» на пять очков. Во втором круге «Спортакадемклуб» резко усилил игру и, одержав девять побед, досрочно за один тур до конца первенства стал победителем зонального турнира и впервые в своей истории завоевал право играть в первом дивизионе российского футбола. По окончании сезона главный тренер «Спортакадемклуба» Константин Сарсания, одновременно являвшийся спортивным директором петербургского «Зенита», сказал, что стоит всерьёз задуматься над переездом команды из Москвы в Санкт-Петербург.
Но в следующем сезоне клуб, являвшийся в том году дочерней командой «Зенита», выбыл обратно во второй дивизион. Причём, команда, заняв 15-е место, сохранила место в первом дивизионе по спортивному принципу, но в начале 2009 года из-за финансовых проблем отказалась от участия в первом дивизионе и была переведена во второй.
А ещё через год (17 октября 2010 года) «Спортакадемклуб», проиграв дома московскому «Локомотиву-2» со счетом 0:2, досрочно занял в зоне «Запад» второго дивизиона последнее место и с сезона 2011/12 стал выступать в третьем дивизионе.

## Результаты выступлений
| Сезон   | Лига                                                            | Лига                                                            | Место         | И             | В             | Н             | П             | М             | О             | Кубок | Примечания                                                    | Примечания                                         |
| ------- | --------------------------------------------------------------- | --------------------------------------------------------------- | ------------- | ------------- | ------------- | ------------- | ------------- | ------------- | ------------- | ----- | ------------------------------------------------------------- | -------------------------------------------------- |
| 1992    | КФК                                                             | «Центр А»                                                       | 8 из 15       | 28            | 11            | 8             | 9             | 36-38         | 30            | —     |                                                               |                                                    |
| 1993    | КФК                                                             | «Центр В»                                                       | 1 из 12       | 22            | 15            | 6             | 1             | 44-16         | 58            | —     | Выход на уровень ПФЛ                                          | Выход на уровень ПФЛ                               |
| 1993    | КФК                                                             | Финальный раунд                                                 | 2 из 9        | 4             | 2             | 1             | 1             | 11-2          |               | —     | Выход на уровень ПФЛ                                          | Выход на уровень ПФЛ                               |
| 1994    | Третья лига, 3 зона                                             | Третья лига, 3 зона                                             | 13 из 24      | 46            | 16            | 11            | 19            | 67-76         | 43            | —     |                                                               |                                                    |
| 1995    | Третья лига, 3 зона                                             | Третья лига, 3 зона                                             | 14 из 23      | 44            | 12            | 15            | 17            | 42-61         | 51            | 1/128 |                                                               |                                                    |
| 1996    | Третья лига, 3 зона                                             | Третья лига, 3 зона                                             | 9 из 20       | 38            | 15            | 8             | 15            | 53-63         | 53            | 1/128 |                                                               |                                                    |
| 1997    | Третья лига, 3 зона                                             | Третья лига, 3 зона                                             | 9 из 21       | 40            | 17            | 8             | 15            | 58-47         | 59            | 1/256 | Переведён во Второй Дивизион                                  | Переведён во Второй Дивизион                       |
| 1998    | Второй дивизион, «Запад»                                        | Второй дивизион, «Запад»                                        | 13 из 21      | 40            | 13            | 8             | 19            | 47-72         | 47            | 1/64  |                                                               |                                                    |
| 1999    | Второй дивизион, «Запад»                                        | Второй дивизион, «Запад»                                        | 4 из 20       | 38            | 18            | 9             | 11            | 56-50         | 63            | 1/128 |                                                               |                                                    |
| 2000    | Второй дивизион, «Запад»                                        | Второй дивизион, «Запад»                                        | 10 из 19      | 36            | 13            | 9             | 14            | 38-53         | 48            | 1/128 |                                                               |                                                    |
| 2001    | Второй дивизион, «Запад»                                        | Второй дивизион, «Запад»                                        | 15 из 20      | 38            | 9             | 10            | 19            | 40-61         | 37            | 1/128 |                                                               |                                                    |
| 2002    | Второй дивизион, «Запад»                                        | Второй дивизион, «Запад»                                        | 13 из 20      | 38            | 14            | 5             | 19            | 55-55         | 47            | 1/256 |                                                               |                                                    |
| 2003    | Второй дивизион, «Запад»                                        | Второй дивизион, «Запад»                                        | 18 из 19      | 36            | 10            | 10            | 16            | 31-44         | 40            | 1/64  |                                                               |                                                    |
| 2004    | Второй дивизион, «Запад»                                        | Второй дивизион, «Запад»                                        | 11 из 17      | 32            | 9             | 7             | 16            | 36-65         | 34            | 1/64  |                                                               |                                                    |
| 2005    | Второй дивизион, «Запад»                                        | Второй дивизион, «Запад»                                        | 16 из 17      | 32            | 5             | 5             | 22            | 29-69         | 20            | 1/256 |                                                               |                                                    |
| 2006    | Второй дивизион, «Запад»                                        | Второй дивизион, «Запад»                                        | 14 из 18      | 34            | 9             | 9             | 16            | 35-51         | 36            | 1/128 |                                                               |                                                    |
| 2007    | Второй дивизион, «Запад»                                        | Второй дивизион, «Запад»                                        | 1 из 16       | 30            | 16            | 9             | 5             | 39-25         | 57            | 1/256 | Выход в Первый дивизион                                       | Выход в Первый дивизион                            |
| 2008    | Первый дивизион                                                 | Первый дивизион                                                 | 15 из 22      | 42            | 16            | 9             | 17            | 55-57         | 57            | 1/32  | Переведён во Второй Дивизион (по финанс. причинам)            | Переведён во Второй Дивизион (по финанс. причинам) |
| 2009    | Второй дивизион, «Запад»                                        | Второй дивизион, «Запад»                                        | 18 из 19      | 36            | 7             | 9             | 20            | 43-67         | 30            | 1/128 |                                                               |                                                    |
| 2010    | Второй дивизион, «Запад»                                        | Второй дивизион, «Запад»                                        | 17 из 17      | 32            | 4             | 6             | 22            | 27-78         | 18            | 1/256 | Переведён в Первенство ЛФК                                    | Переведён в Первенство ЛФК                         |
| 2011/12 | Первенство ЛФК/ Третий дивизион/ Чемпионат Москвы, дивизион «А» | Первенство ЛФК/ Третий дивизион/ Чемпионат Москвы, дивизион «А» | 4 из 19       | 36            | 23            | 4             | 9             | 113-61        | 73            | —     | Кубок России среди ЛФК, зона «Москва»/ Кубок Москвы среди ЛФК | 1/2                                                |
| 2012/13 | Первенство ЛФК/ Третий дивизион/ Чемпионат Москвы, дивизион «А» | Первенство ЛФК/ Третий дивизион/ Чемпионат Москвы, дивизион «А» | 5 из 13       | 12            | 8             | 1             | 3             | 22-14         | 25            | —     | Кубок России среди ЛФК, зона «Москва»/ Кубок Москвы среди ЛФК | 1/2                                                |
| 2013    | Первенство ЛФК/ Третий дивизион/ Чемпионат Москвы, дивизион «А» | Первенство ЛФК/ Третий дивизион/ Чемпионат Москвы, дивизион «А» | 4 из 14       | 26            | 15            | 4             | 7             | 76-38         | 49            | —     | Кубок России среди ЛФК, зона «Москва»/ Кубок Москвы среди ЛФК | финал                                              |
| 2014    | Первенство ЛФК/ Третий дивизион/ Чемпионат Москвы, дивизион «А» | Первенство ЛФК/ Третий дивизион/ Чемпионат Москвы, дивизион «А» | 6 из 20       | 28            | 18            | 4             | 6             | 89-40         | 58            | —     | Кубок России среди ЛФК, зона «Москва»/ Кубок Москвы среди ЛФК | 1/8                                                |
| 2015    | Первенство ЛФК/ Третий дивизион/ Чемпионат Москвы, дивизион «А» | Первенство ЛФК/ Третий дивизион/ Чемпионат Москвы, дивизион «А» | 5 из 20       | 28            | 18            | 2             | 8             | 98-39         | 56            | —     | Кубок России среди ЛФК, зона «Москва»/ Кубок Москвы среди ЛФК | финал                                              |
| 2016    | Первенство ЛФК/ Третий дивизион/ Чемпионат Москвы, дивизион «А» | Первенство ЛФК/ Третий дивизион/ Чемпионат Москвы, дивизион «А» | 9 из 20       | 28            | 13            | 7             | 8             | 58-39         | 46            | —     | Кубок России среди ЛФК, зона «Москва»/ Кубок Москвы среди ЛФК | 1/4                                                |
| 2017    | Первенство ЛФК/ Третий дивизион/ Чемпионат Москвы, дивизион «А» | Первенство ЛФК/ Третий дивизион/ Чемпионат Москвы, дивизион «А» | 6 из 18       | 25            | 13            | 2             | 10            | 47-43         | 41            | —     | Кубок России среди ЛФК, зона «Москва»/ Кубок Москвы среди ЛФК | 1/4                                                |
| 2018    | Первенство ЛФК/ Третий дивизион/ Чемпионат Москвы, дивизион «А» | Первенство ЛФК/ Третий дивизион/ Чемпионат Москвы, дивизион «А» | 5 из 15       | 28            | 15            | 3             | 10            | 66-42         | 48            | —     | Кубок России среди ЛФК, зона «Москва»/ Кубок Москвы среди ЛФК | 1/4                                                |
| 2019    | Первенство ЛФК/ Третий дивизион/ Чемпионат Москвы, дивизион «А» | Первенство ЛФК/ Третий дивизион/ Чемпионат Москвы, дивизион «А» | 4 из 16       | 30            | 22            | 3             | 5             | 123-41        | 69            | —     | Кубок России среди ЛФК, зона «Москва»/ Кубок Москвы среди ЛФК | 1/8                                                |
| 2020    | Первенство ЛФК/ Третий дивизион/ Чемпионат Москвы, дивизион «А» | Первенство ЛФК/ Третий дивизион/ Чемпионат Москвы, дивизион «А» | не участвовал | не участвовал | не участвовал | не участвовал | не участвовал | не участвовал | не участвовал | —     | Кубок России среди ЛФК, зона «Москва»/ Кубок Москвы среди ЛФК | —                                                  |
| 2021    | Первенство ЛФК/ Третий дивизион/ Чемпионат Москвы, дивизион «А» | Первенство ЛФК/ Третий дивизион/ Чемпионат Москвы, дивизион «А» | 5 из 16       | 30            | 19            | 3             | 8             | 76-50         | 60            | —     | Кубок России среди ЛФК, зона «Москва»/ Кубок Москвы среди ЛФК | 1/4                                                |
| 2022    | Первенство ЛФК/ Третий дивизион/ Чемпионат Москвы, дивизион «А» | Первенство ЛФК/ Третий дивизион/ Чемпионат Москвы, дивизион «А» | не участвовал | не участвовал | не участвовал | не участвовал | не участвовал | не участвовал | не участвовал | —     | Кубок России среди ЛФК, зона «Москва»/ Кубок Москвы среди ЛФК | —                                                  |
| 2023    | Первенство ЛФК/ Третий дивизион/ Чемпионат Москвы, дивизион «А» | Первенство ЛФК/ Третий дивизион/ Чемпионат Москвы, дивизион «А» | 8 из 13       | 24            | 9             | 8             | 7             | 36-33         | 35            | —     | Кубок России среди ЛФК, зона «Москва»/ Кубок Москвы среди ЛФК | 1/16                                               |
| 2024    | Первенство ЛФК/ Третий дивизион/ Чемпионат Москвы, дивизион «А» | Первенство ЛФК/ Третий дивизион/ Чемпионат Москвы, дивизион «А» | не участвовал | не участвовал | не участвовал | не участвовал | не участвовал | не участвовал | не участвовал | —     | —                                                             |                                                    |

В 2006—2008 годах в третьем дивизионе выступала вторая команда клуба «Спортакадемклуб-2».

## Главные тренеры
- Ефремов, Александр Юрьевич (1997—1998)
- Абрамов, Сергей Борисович (1999—2001)
- Ефремов, Александр Юрьевич (2002)
- Саматов, Олег Анатольевич (2003)
- Матвеев, Сергей Васильевич (2004—2005)
- Сарсания, Константин Сергеевич (2006—2008)
- Макеев, Павел Викторович (2009—2010)

## «Академика»
Существовавший в 2000-х годах проект по образу спортивной школы «Академика» (создатель Константин Сарсания) специализировался на подготовке молодых игроков с последующей продажей их заграницу, при нём имелась юношеская команда с одноимённым названием, на регулярной основе участвовавшая в различных международных турнирах. Ряд непристроенных футболистов играл за команду «Спортакадемклуб».